# Dmitrij Rostovskij

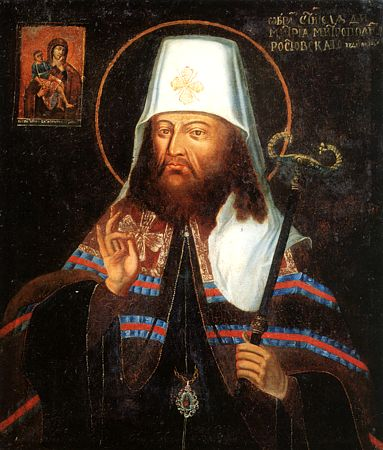
Daniil Tuptalo.

Dmitrij Rostovskij, egentligen Daniil Tuptalo, född 21 december 1651, död 8 november 1709, var en rysk präst och kyrkoledare samt kompositör. Han är helgonförklarad inom den ortodoxa kyrkan.
Dmitrij blev 1702 metropolit i Rostov. Han hade en omfattande, delvis skolastisk bildning, och bekämpade som kyrkopolitiker katolicismen och hävdade den ukrainska kyrkans självständighet mot Moskva. Han verkade även för folkupplysning och tog de förtryckta i försvar till och med mot tsar Peter själv. 
Dmitrij har författat historiska arbeten och mysteriespel, en mängd predikosamlingar och en biografi över ryska helgon, de frommas inom den ortodoxa kyrkan mest lästa bok. Han skrev en mängd psalmer, även som kompositör, och en opera/oratorium från 1705 hävdas ha honom som upphovsman eller sammanställare. Han blev kanoniserad 1757.